# Stazione di Montecatini Centro
Stazione di Montecatini Centro vasútállomás Olaszországban, Montecatini Terme településen.

## Vasútvonalak
Az állomást az alábbi vasútvonalak érintik:

## Kapcsolódó állomások
A vasútállomáshoz az alábbi állomások vannak a legközelebb:
- Stazione di Montecatini Terme-Monsummano
- Stazione di Borgo a Buggiano